# Eisenberg (Moritzburg)

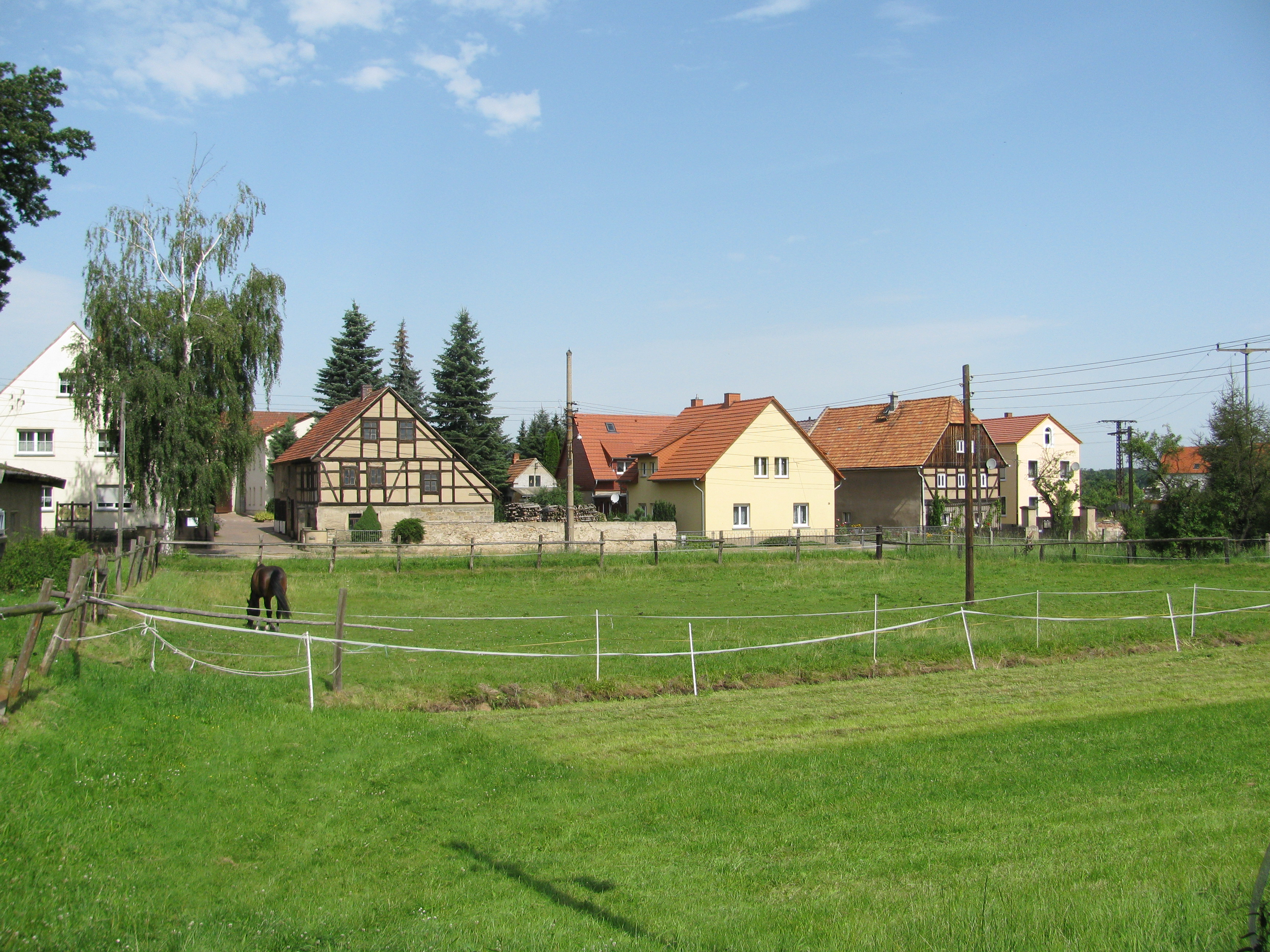
Dorfkern von Eisenberg

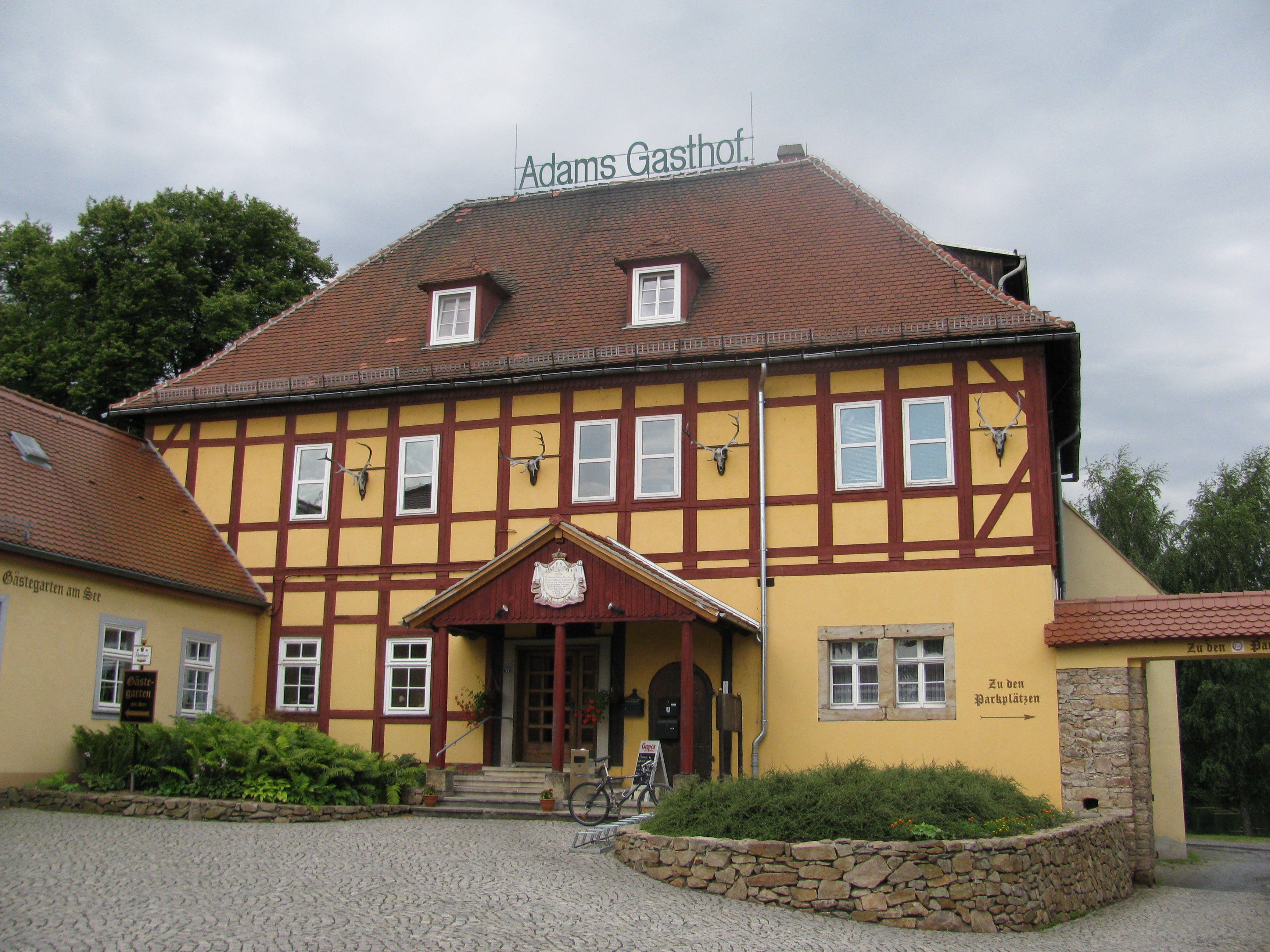
Adams Gasthof

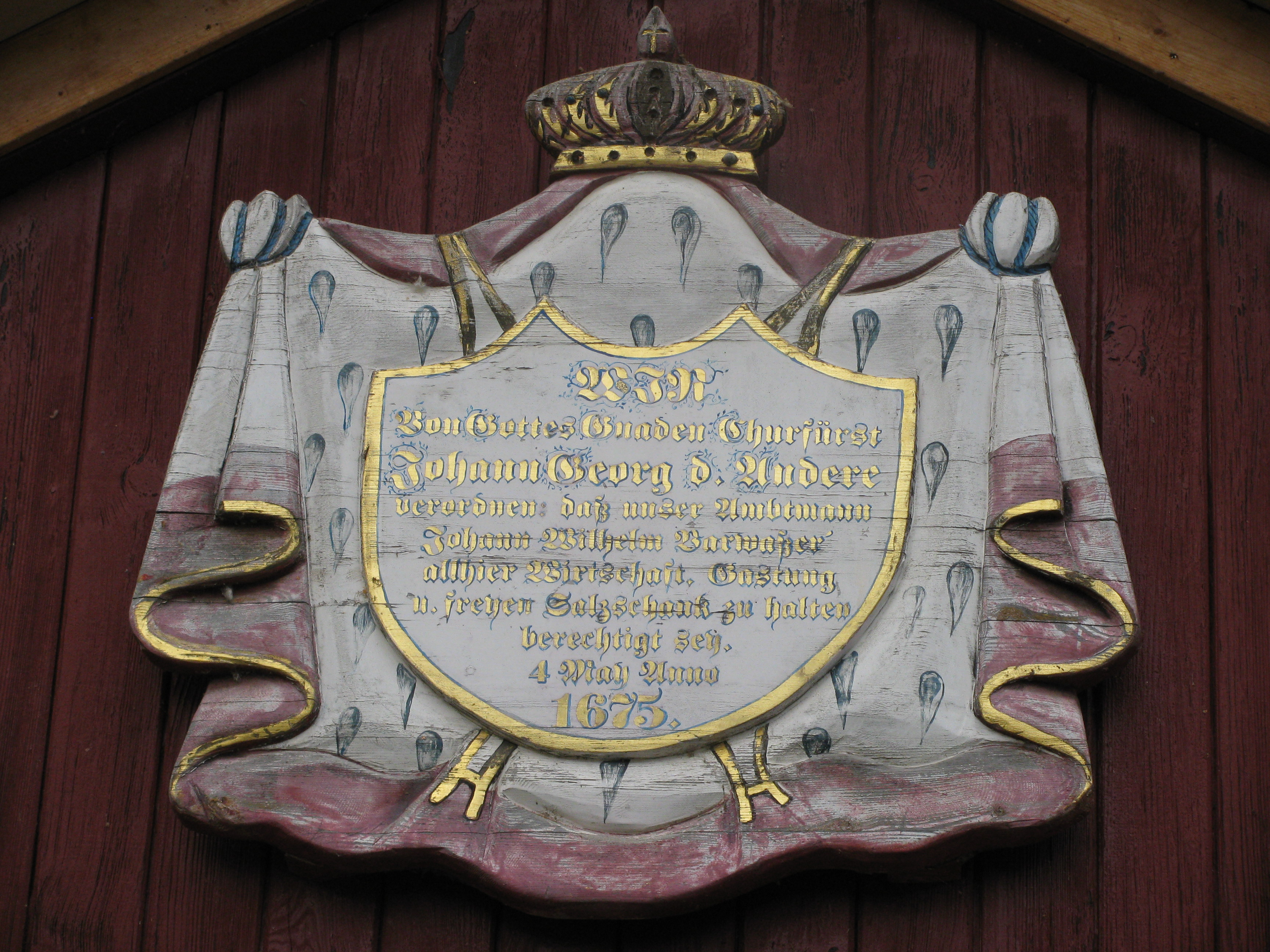
Fassadendetail am Hauptgebäude von Adams Gasthof

Eisenberg ist eine Gemarkung, die zum Ortsteil Moritzburg der Gemeinde Moritzburg im Landkreis Meißen in Sachsen gehört. Das in der Gemarkung gelegene Dorf wurde 1934 nach dem im benachbarten Gutsbezirk gelegenen barocken Jagdschloss in Moritzburg umbenannt.

## Geographie
Eisenberg befindet sich im Zentrum des Moritzburger Gemeindegebiets und macht den Großteil des Ortsteils Moritzburg aus. Südwestlich grenzt Friedewald beziehungsweise Dippelsdorf an, südlich der Ortsteil Reichenberg. Östlich und nördlich benachbart liegt mit der Gemarkung Moritzburg, die hauptsächlich die ausgedehnten Wälder um das gleichnamige Schloss ausmacht, der andere Teil des Ortsteils.
Entlang der Straßen Markt und Kötzschenbrodaer Straße, etwa im Zentrum der Eisenberger Flur und westlich der Schlossallee, liegt der Dorfkern mit seinen zahlreichen erhaltenen Dreiseithöfen. Zu ihnen gehören unter anderem der Brauhof und Adams Gasthof. Teile der Flur werden landwirtschaftlich genutzt. Im Westen hat Eisenberg Anteil am Friedewald. Nördlich der Ortslage liegt der Moritzburger Schlossteich, Eisenberg liegt somit am Rand des Moritzburger Teichgebiets. Ein weiterer Teich befindet sich hinter Adams Gasthof. Der Bach Marche, der den Dorfkern durchfließt und in den Schlossteich mündet, ist am Brauhof zum Dorfteich aufgestaut.

## Geschichte

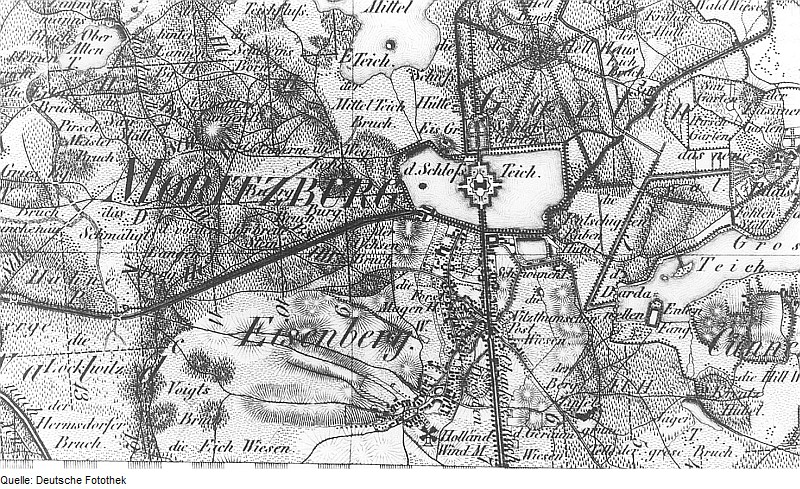
Eisenberg und das nahe Schloss Moritzburg auf einer Karte aus dem 19. Jahrhundert

Erstmals urkundlich erwähnt wurde der Ortsname Eisenberg und damit der heutige Ort Moritzburg im Jahre 1294, als ein „Hermannus de Ysenberc“, Vater des späteren Meißner Bischofs Johann I. von Isenburg, als Urkundenzeuge auftritt. Der aus dem Deutschen stammende Ortsname kann so viel bedeuten wie „Siedlung, wo Eisenerz gefunden wurde“, was mit dem Vorkommen von Raseneisenstein in der Gegend in Zusammenhang steht. Andere Deutungen stellen eine Verbindung zu einem Burgnamen her, sehen also einen Bezug zu einer befestigten Anhöhe, bei der es sich um den späteren Kirchberg handeln könnte. Dort könnte auch der Herrensitz des Hermannus de Ysenberc gelegen haben. Im Laufe der Jahrhunderte wandelte sich der Ortsname über die Formen „Ysenberg“, „Ysemberg“ und „Eyssenbergk“ hin zur Bezeichnung „Eisenberg“.
Auf der 346 Hektar (Stand: 1885) großen Flur betrieben die Einwohner des Waldhufendorfs Ackerbau und Viehzucht, nach der Anlage der Moritzburger Teiche im 16. Jahrhundert auch Fischzucht. Die Verwaltung des Amtsdorfes nahm das Amt Moritzburg wahr, anschließend dann die Amtshauptmannschaft Dresden. Eingepfarrt war Eisenberg seit der Reformation nach Reichenberg und bildete ab 1900 die Kirchgemeinde Eisenberg-Moritzburg, für die bis 1904 die Moritzburger Kirche entstand. Am 20. April 1675 erteilte Kurfürst Johann Georg II. dem Dorf das Marktrecht; unter anderem wurden hier Pferdemärkte abgehalten, wovon der Straßenname „Roßmarkt“ zeugt. Am 4. Mai 1675 erhielt der Besitzer der heute als Adams Gasthof bekannten Gaststätte das Schankrecht.
Auf Grundlage der Landgemeindeordnung von 1838 erlangte Eisenberg Selbstständigkeit als Landgemeinde. Teil dieser Landgemeinde wurde auch der Gutsbezirk Moritzburg, der die Wälder und Jagdgründe vom Auer bis zum Fasanenschlösschen umfasste. Folglich erhielt die Gemeinde noch vor 1900 den Doppelnamen „Eisenberg-Moritzburg“. Im Jahre 1934 erfolgte die Umbenennung in „Moritzburg“. Seither steht der Name faktisch auch für das frühere Dorf Eisenberg, einzig die Gemarkung trägt noch den alten Namen.

### Einwohnerentwicklung
| Jahr | Einwohner                                 |
| ---- | ----------------------------------------- |
| 1551 | 21 besessene Mann, 2 Häusler, 13 Inwohner |
| 1764 | 20 besessene Mann, 44 Gärtner, 12 Häusler |
| 1834 | 756                                       |
| 1871 | 1083                                      |
| 1890 | 1211                                      |
| 1910 | siehe Moritzburg                          |

## Söhne und Töchter des Ortes
- Samuel Locke (1710–1793), deutscher Architekt
- Moritz Werner (1831–1917), deutscher Kammergutspächter und Politiker